# اريك ماجنوسون
اريك ماجنوسون (بالسويدية: Erik Magnusson)‏ هو أرستقراطي سويدي، ولد في 1282، وتوفي في 16 فبراير 1318 في Nyköping Castle ‏ في السويد.